# Быченюк, Галина Иосифовна
Галина Иосифовна Клименко-Быченюк (27 июля 1927 — 9 сентября 2010) — советская и украинская поэтесса; литературный редактор. Член Национального союза писателей Украины (1996).

## Биография
Родилась 27 июля 1927 года в городе Умани, Черкасская область.
Участница Великой Отечественной войны. В 1944 году работала библиотекарем в партизанском госпитале.
В 1948 году окончила Киевский учительский институт (ныне — Национальный педагогический университет имени М. П. Драгоманова).
С 1948 года работала корректором газеты «Закарпатская правда» (Ужгород).
В 1952—1982 годах занимала должность литературного редактора журналов «Под знаменем ленинизма», «Советская женщина».
Автор поэтических сборников «Днепровские зеленогорья» (1980), «Домики на опушке» (1985), «Зоринь» (1987), «Моя думная гора» (1991), «Солнечная долина» (1992), «Дом творчества или Базикавки» (1992), «Берегиня» (1992), «Портрет дедушки» (1993), «Вечный» (1993), «Дорогами крутыми» (1994).
По словам литературоведа Елены Рыжко, поэзия Быченюк отличается искренностью, задушевностью, песенностью, мягким лирическим настроением, тревожной непосредственностью восприятия окружающего мира.
Была замужем за Петром Павловичем Клименко (1920—1999) — украинский прозаик, общественный деятель, член Национального союза писателей Украины (1953).